# Agrostis bergiana
Agrostis bergiana är en gräsart som beskrevs av Carl Bernhard von Trinius. Agrostis bergiana ingår i släktet ven, och familjen gräs. Inga underarter finns listade i Catalogue of Life.